# Préjugé racial
Un préjugé racial est une attitude souvent discriminatoire adoptée par des membres d'un groupe ethnique à l'égard d'individus considérés comme appartement à une autre catégorie racisée, à un autre groupe ethnique. Le préjugé racial constitue un obstacle à l'échange interculturel.

## Définitions et contexte
Un préjugé racial est une croyance collective entretenue au sein d'un groupe social,. Il est proche du stéréotype racial mais s'en distingue par le fait qu'il est davantage liée à l'affectivité et à l'émotion, qu'il traduit un jugement (il a une « dimension évaluative») et qu'il peut sous-entendre aussi un appel à adopter un comportement particulier.
Le mot «race», dans « préjugé racial », se distingue de l'ethnicité dans la mesure où la race est le produit du maintien d'une hiérarchie sociopolitique. Les catégories sociales et raciales forgées par le racisme scientifique renvoient à une hiérarchie sociale qui représente les Blancs comme supérieurs, de façon historique et systémique, ce qui entraîne la formation de préjugés raciaux. Ces catégories raciales sont apprises par les individus au cours de leur processus de socialisation ; elles deviennent des raccourcis mentaux, aux conséquences majeures.

## Analyse
Les préjugés raciaux peuvent être dus à des sentiments très divers, comme le rejet, la jalousie, le désir de s'accaparer ce que possède l'autre, la crainte qu'il inspire, le sentiment d'avoir des torts à son égard, une dette envers lui, la convoitise sexuelle, etc.
L’ethnocentrisme, ou le sentiment de la supériorité du groupe à laquelle un individu s'identifie, favorise l'apparition d'un préjugé racial à l'égard d'autres groupes. Un ethnocentrisme plus exacerbé et répandu au sein d'un groupe accroît la puissance du préjugé racial, ce qui peut expliquer le fait que les préjugés raciaux se développent au sein des « peuples impérialistes en expansion », selon la formule du sociologue américain Herbert Blumer.
Les situations de danger, dans lesquelles un groupe se sent menacé d'une destruction collective, ou d'un déplacement forcé de population, augmente également, de manière plus décisive encore, la probabilité d'une formation d'un préjugé racial.
Herbert Blumer distingue des conditions susceptibles d'intensifier gravement les préjugés raciaux. Une première condition est la coexistence dans un même espace social de deux groupes qui sont inégaux, au sens où un groupe dépend de l'autre. Une deuxième condition est la marginalisation structurelle du groupe dont le statut est inférieur, les discriminations dont il est victime. Une troisième condition est la peur qu'inspire au groupe en position de supériorité le groupe qu'il traite en inférieur ; le groupe discriminé est «perçu comme une menace pour le statut, la sécurité et le bien-être du groupe ethnique dominant».

## Types
Le blackface est l'une des manifestations les plus emblématiques des préjugés raciaux.

### Stéréotypes nationaux
Notion issue de la lingustique et des lettres. Un ethnotype est un stéréotype ethnique concernant une nation et qui tend à hierarchiser les differentes ethnies.

### Préjugés raciaux dans la médecine
La présence de préjugés racistes, chez le personnel hospitalier, peut mener à des pratiques discriminatoires envers les populations visées par ces préjugés.